# Dólgoie (Véidelevka)
|  | Per a altres significats, vegeu «Dólgoie». |

Dólgoie - Долгое (rus) - és un poble de l'óblast de Bélgorod, a Rússia. El 2021 tenia 910 habitants. Pertany al districte (raion) de Véidelevka.